# سنجد زینتی
 سنجد زینتی(نام علمی: Elaeagnus pungens) نام یک گونه از تیره سنجدیان است.